# Barhani Bazar
Barhani Bazar é uma cidade e uma nagar panchayat no distrito de Siddharthnagar, no estado indiano de Uttar Pradesh.

## Demografia
Segundo o censo de 2001, Barhani Bazar tinha uma população de 11,824 habitantes. Os indivíduos do sexo masculino constituem 53% da população e os do sexo feminino 47%. Barhani Bazar tem uma taxa de literacia de 60%, superior à média nacional de 59.5%; com 60% para o sexo masculino e 40% para o sexo feminino. 18% da população está abaixo dos 6 anos de idade.